# ROBUSTA
ROBUSTA (сокр. англ. Radiation on Bipolar Test for University Satellite Application — Радиация на биполярном тесте для университетского спутника) — французский ИСЗ для исследования воздействия радиации на космические аппараты, изготовленный Университетом Монпелье в сотрудничестве с отделом Национального центра космических исследований (CNES) по разработке идей для студенческих проектов в области орбитальных технологий.
Форм-фактор спутника — CubeSat с длиной ребра 10 см. Вес спутника не превышает 1 кг, а энергопотребление — 1 Вт. Цель миссии — определить воздействие космической радиации на износ электронных компонентов на основе биполярных транзисторов. Результаты эксперимента будут использованы для проверки метода, предложенного лабораторией.
Аппаратура спутника вышлет данные о деградации основных параметров интегральных схем, которые обычно используются в аэрокосмической промышленности. Каждый параметр будет оцениваться каждые 12 часов, в то время измерения дозы облучения будут приниматься через каждые 90 минут, а данные о температуре каждые 6 минут. Данные, показывающие эффективность электронных схем будут отправленына землю для анализа и сравнения с результатами, полученными во время наземных испытаний разработанного теста радиационного воздействия. Мониторинг доз облучения с датчиком излучения OSL, разработанный группой, также дать ценную информацию о радиационных поясах Земли.
Разработка спутника началась в 2006 года. Запуск был осуществлен 13 февраля 2012 года. Ориентировочное окончание миссии спутника — 2015 год.
Проект является государственным, так как осуществляется CNES и Университом Монпелье совместно. Работа осуществляется в следующих узлах:
- Конструирование — Технологический университет в Ниме;
- Энергетические компоненты — Технологический университет в Ниме;
- Научно-измерительный пункт и коммуникации — Университет Монпелье;
- Управляющее оборудование — Университет Монпелье;
- Оборудование эксперимента — Университет Монпелье.[4]